# Suite de Skolem
«  Suite de Langford » redirige ici. Pour les autres significations, voir Langford.
En mathématiques, une suite de Skolem d’ordre {\displaystyle n}, du nom du mathématicien norvégien Thoralf Skolem qui les a étudiées en 1957 , est une suite finie de {\displaystyle 2n} entiers, constituée des entiers de 1 à {\displaystyle n} répétés chacun deux fois, les deux occurrences d'un entier {\displaystyle k} étant distantes de {\displaystyle k}. 
Une suite de Langford, du nom de C. Dudley Langford qui a posé le problème de leur construction en 1958, en est la variante où les occurrences de {\displaystyle k} sont distantes de {\displaystyle k+1} (autrement dit il y a {\displaystyle k} nombres entre les deux occurrences de {\displaystyle k}).
Par exemple, (4,2,3,2,4,3,1,1) est une suite de Skolem d’ordre 4 et (2,3,1,2,1,3) une suite de Langford d'ordre 3.

## Définition formelle
Une suite de Skolem est de la forme {\displaystyle (k_{1},\cdots ,k_{2n})}, avec :
- pour tout {\displaystyle k} de l’ensemble {\displaystyle \{1,2,3,\dots ,n\}}, il y a exactement deux indices {\displaystyle i} et {\displaystyle j} pour lesquels {\displaystyle k_{i}=k_{j}=k} ;
- si {\displaystyle k_{i}=k_{j}=k} avec {\displaystyle i<j} alors {\displaystyle j-i=k}.

La suite des {\displaystyle k_{i}-1} possède alors la même propriété qu'une suite de Langford (il y a {\displaystyle k} nombres entre les deux occurrences de {\displaystyle k}), mais cette suite prend ses valeurs de 0 à {\displaystyle n-1} (tandis qu'une suite de Langford prend ses valeurs de 1 à {\displaystyle n}) ; par exemple, la suite de Skolem (4,2,3,2,4,3,1,1) donne la suite de Langford "étendue" (3,1,2,1,3,2,0,0).

## Propriétés
Il existe une suite de Skolem d’ordre {\displaystyle n} ssi {\displaystyle n} est congru à 0 ou 1 modulo 4. (Cette restriction tombe dans le cas des "suites de Skolem étendues", comprenant en plus l'entier 0.)[réf. souhaitée]
La restriction analogue pour les suites de Langford est : {\displaystyle n} congru à 0 ou 3 modulo 4.

## Dénombrements et exemples
On ne connait pas de formule générale donnant le nombre de suites de Skolem ou de Langford d'ordre {\displaystyle n}, mais seulement des algorithmes pour les énumérer.
Les premiers termes de la suite formée des nombres de suites de Langford d'ordre {\displaystyle n} (en commençant par n = 1 et en comptant pour 1 deux suites inversées l'une de l'autre) sont :
0, 0, 1, 1, 0, 0, 26, 150, 0, 0, 17792, 108144, 0, 0, voir la suite A014552 de l'OEIS.
La même suite pour les suites de Skolem débute par : 1, 0, 0, 3, 5, 0, 0, 252, 1318, 0, 0, 227968, 1520280, voir la suite A059106 de l'OEIS où les suites de Skolem sont dénommées suites de Nickerson.
Par exemple :
- la seule suite de Langford d'ordre 4 est (2,3,4,2,1,3,1,4) ou son inverse, et l'une des 26 suites de Langford d'ordre 7 est (1,4,1,5,6,7,4,2,3,5,2,6,3,7) ;
- l'une des 5 suites de Skolem d'ordre 5 est (4,5,1,1,4,3,5,2,3,2)[3].

## Variantes
Éric Angelini appelle nombre de Skolem-langford un entier naturel dont les chiffres de l'écriture décimale sont répétés exactement deux fois et tels qu'il y a {\displaystyle k} chiffres entre les deux occurrences d'un chiffre {\displaystyle k}. Rangés dans l'ordre croissant, ces nombres sont : 2002, 131003, 231213, 300131, 312132, 420024,... Il y en a exactement 20120, et le plus grand d'entre eux est 978416154798652002 ; voir la suite A108116 de l'OEIS.
En faisant une recherche sur Skolem Langford dans l'OEIS, on trouvera plusieurs autres variantes.

## Dans la culture
Les suites de Skolem ont inspiré une bande dessinée de Jean-François Kierzkowski (2015 et 2016).
La suite de Langford d'ordre 8 est à la base de Pyramids XXV, une œuvre du peintre allemand Gerhard Hotter.